# 烏克蘭總統辦公室
乌克兰总统办公室（羅馬化：Ofis Prezydenta Ukrainy）是乌克兰总统根据《乌克兰宪法》第106条第28款设立的常设咨询机构。该機構的职责是在总统行使《乌克兰宪法》规定的权力时，为其提供行政、法律、咨询、顾问、媒体、分析和其他等各方面的协助和支持。

## 歷史
乌克兰于1991年宣布独立后，烏克蘭總統列昂尼德·克拉夫丘克於當年12月13日成立了总统府，當時它是烏克蘭总统的顾问机构。地址位於基輔的班科夫街。
在烏克蘭總統維克多·尤先科时期根据《乌克兰宪法》第106条第28款，烏克蘭總統府于2005年1月24日改组为秘书处。維克多·亞努科維奇擔任總統後于2010年2月25日恢复了乌克兰总统府這一舊称。
2019年6月20日，烏克蘭總統弗拉基米尔·泽连斯基签署法令，将乌克兰总统府改为乌克兰总统办公室。

## 歷任長官
| 總統府秘書     |      |                           |                               |                           |
| #              | 圖片 | 長官                      | 在職                          | 總統                      |
| 1              |      | 尼古拉·霍缅科             | 1991年12月13日–1994年7月15日  | 列昂尼德·克拉夫丘克       |
| 總統府主任     |      |                           |                               |                           |
| 1              |      | 德米特羅·塔巴奇尼克       | 1994年7月21日–1996年12月10日  | 列昂尼德·库奇马           |
| 2              |      | 叶夫根尼·库什纳廖夫       | 1996年12月20日–1998年11月23日 | 列昂尼德·库奇马           |
| 3              |      | 尼古拉·比洛布洛茨基       | 1998年11月25日–1999年11月22日 | 列昂尼德·库奇马           |
| 4              |      | 弗拉基米尔·利特温         | 1999年11月22日–2002年5月      | 列昂尼德·库奇马           |
| 5              |      | 维克托·梅德韦丘克         | 2002年6月12日–2005年1月21日   | 列昂尼德·库奇马           |
| 國務卿         |      |                           |                               |                           |
| 6              |      | 亚历山大·津琴科           | 2005年1月24日–2005年9月6日    | 維克托·尤先科             |
| –              |      | 伊万·瓦休尼克（代理）     | 2005年9月6日–2005年9月7日     | 維克托·尤先科             |
| 7              |      | 奥列格·雷巴丘克           | 2005年9月7日–2005年9月22日    | 維克托·尤先科             |
| 總統秘書處主任 |      |                           |                               |                           |
| 7              |      | 奥列格·雷巴丘克           | 2005年9月22日–2006年9月15日   | 維克托·尤先科             |
| 8              |      | 維克托·巴洛哈             | 2006年9月15日–2009年5月19日   | 維克托·尤先科             |
| 9              |      | 薇拉·乌里扬琴科           | 2009年5月19日–2010年2月24日   | 維克托·尤先科             |
| 總統府主任     |      |                           |                               |                           |
| 10             |      | 謝爾蓋·廖沃奇金           | 2010年2月25日–2014年1月17日   | 維克托·亞努科維奇         |
| 11             |      | 安德里·克柳耶夫           | 2014年1月24日 –2014年2月23日  |                           |
| –              |      | 奥列格·拉法尔斯基（代理） | 2014年2月26日–2014年3月5日    | 亞歷山大·圖奇諾夫（代理） |
| –              |      | 谢尔盖·帕申斯基（代理）   | 2014年3月5日–2014年6月10日    | 亞歷山大·圖奇諾夫（代理） |
| 12             |      | 鲍里斯·洛日金             | 2014年6月10日–2016年8月29日   | 彼得羅·波羅申科           |
| 13             |      | 伊戈爾·賴寧               | 2016年8月29日–2019年5月21日   | 彼得羅·波羅申科           |
| 總統辦公室主任 |      |                           |                               |                           |
| 14             |      | 安德里·博赫丹             | 2019年5月21日–2020年2月11日   | 弗拉基米尔·泽连斯基       |
| 15             |      | 安德里·葉爾馬克           | 2020年2月11日 –               | 弗拉基米尔·泽连斯基       |